# 紐波特紐斯

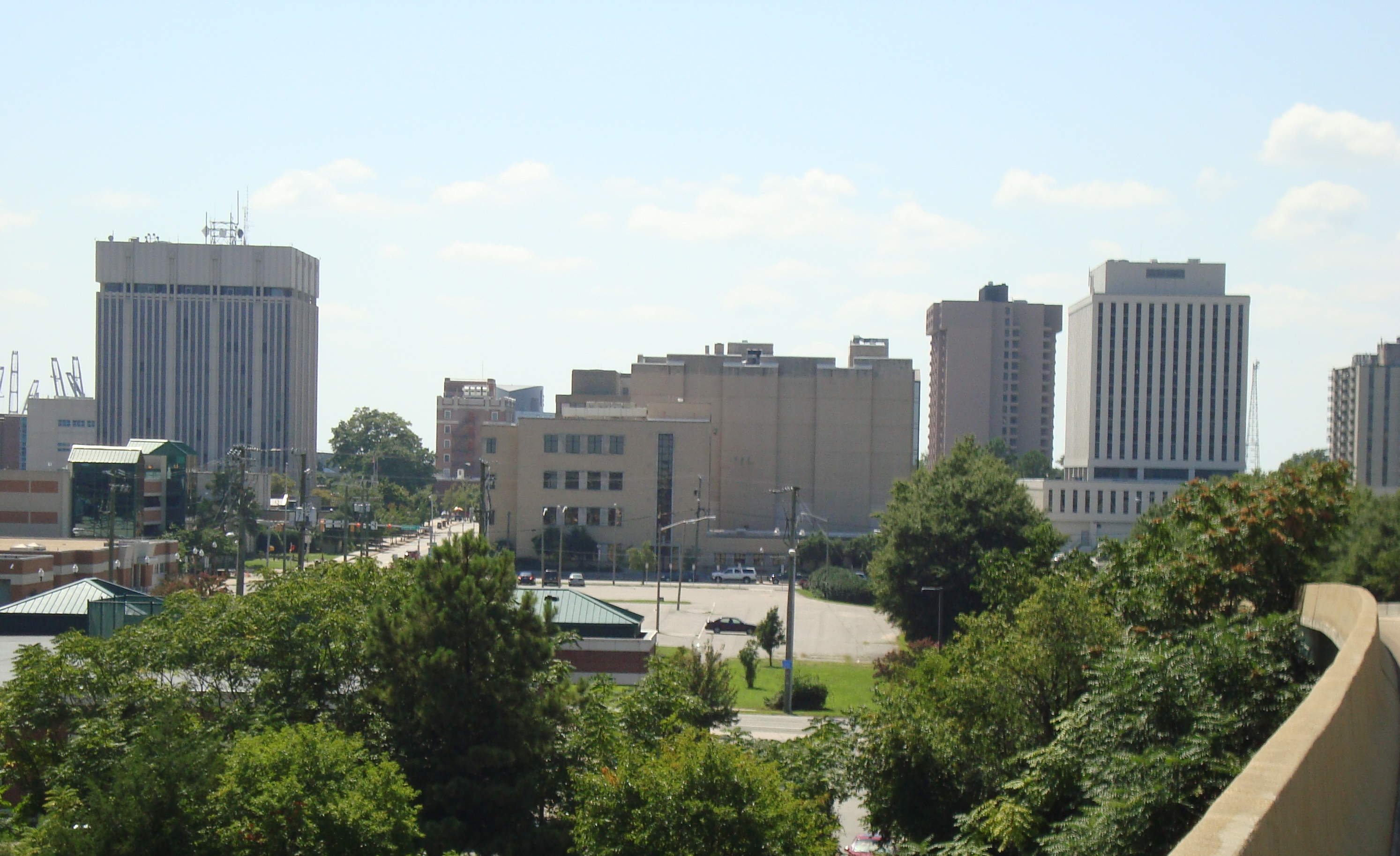
紐波特紐斯

紐波特紐斯（英語：Newport News）是美國維吉尼亞州東南部漢普頓錨地的一個獨立城市，位於詹姆斯河北岸。面積308.3平方公里。根據美國2000年人口普查，共有人口181,913人。
紐波特紐斯成立於1886年1月16日。城名「紐波特」的來源沒有爭議，是為了紀念建立了詹姆士鎮殖民地的船長克里斯托弗·纽波特。「紐斯」的來源有三種說法，分別是愛爾蘭科克郡的Newce、維吉尼亞公司監督威廉·紐斯爵士（Sir William Newce）和湯瑪斯·紐斯，或威廉·紐斯和探險家威廉·紐波特的合稱。紐波特紐斯造船公司和克里斯托弗新港大学位于此地。